# Assia de Diaokhi
Assia est un souverain du royaume de Diaokhi, une confédération de tribus géorgiennes. Règnant vers le milieu du IXe siècle av. J.-C., il est connu par des inscriptions assyriennes décrivant les campagnes militaires de Salmanazar III.

## Biographie
Assia est le second roi connu de la confédération tribale proto-géorgienne qu'est le royaume de Diaokhi. Son règne se déroule vers le milieu du IXe siècle av. J.-C., peu de temps après la création du puissant royaume d'Urartu à la frontière septentrionale de son royaume. Comme ses prédécesseurs, il fait partie du Nairi, une alliance politico-militaire entre États du sud de la Transcaucasie. 
En -845, il doit faire face à une invasion du roi assyrien Salmanazar III, qui envahit les États du Nairi et ravage l'Urartu. Assia accepte rapidement de se soumettre à la domination assyrienne, protégeant son royaume de la destruction que subit ses voisins du sud.
Assia doit payer tribut à l'Assyrie et devient roi client de l'empire. Salmanazar III, de son côté, fait ériger une large effigie à son nom dans la capitale de Diaokhi.